# Felio Andrade
Felio Andrade Manrique (Tello (Huila), 14 de septiembre de 1926-Bogotá, 14 de octubre de 2010) fue un abogado, escritor y político colombiano, miembro del Partido Conservador Colombiano, del cual llegó a ser uno de sus directores y perteneciente al ala laureanista de ese partido.
Andrade ocupó varios cargos públicos de importancia regional y nacional; fue cónsul en Estados Unidos, representante a la cámara por Huila, senador de Colombia, gobernador de su departamento, y ministro de Justicia.

## Biografía

### Gobernación del Huila (1958-1960)
El 13 de septiembre de 1958, el presidente liberal, Alberto Lleras Camargo, lo nombró gobernador del departamento del Huila, en el marco del Frente Nacional, estando en el cargo hasta el 9 de julio de 1960.
Entre sus obras destacadas está la creación de la Beneficencia del Huila, la Lotería del Huila, y la cofundación del Reinado Nacional del Bambuco, junto al músico Jorge Villamil.
Precisamente en 1960 estuvo involucrado en un escándalo de tráfico de influencias protagonizado por el exministro Rafael Delgado y el senador Álvaro Gómez Hurtado, por un contrato para la administración de la Lotería del Huila. El escándalo fue publicitado por Alberto Zalamea y discretamente silenciado por el presidente Lleras.
Por esos días Andrade terminó su mandato, por lo que surge la duda si esto fue una consecuencia del escándalo o una manera d proteger a Andrade por parte del presidente, ya que en el marco del Frente Nacional a Lleras no le convenía enemistades con Laureano Gómez ni sus protegidos.
Congresista
En 1962 entró por primera vez al Congreso de Colombia, como senador, repitiendo su curul en 1966. En 1970 se lanzó nuevamente a la contienda electoral para el senado colombiano, pero no fue elegido en ese período.
Por el contrario lo logró en 1974, en ese año, como representante de la facción lauranista, ahora conocida como alvarista-felista, Andrade se adhirió a la campaña presidencial del hijo de Gómez, Álvaro Gómez Hurtado, quien presentó su candidatura presidencial en ese año. Gómez fue derrotado por el hijo del expresidente Alfonso López Pumarejo, Alfonso López Michelsen, quedando relegado a un segundo lugar.
En 197

### Ministerio de Justicia (1980-1982)
El 14 de mayo de 1980, Andrade fue nombrado ministro de justicia por el presidente liberal Julio César Turbay Ayala.
Entre sus obras tuvo que implementar el código penal colombiano, sancionado en febrero de ese año, y por presión del gobierno de Jimmy Carter, inició la persecución contra los capos colombianos del narcotráfico.
De hecho, en ese código penal se incluyó por primera vez la extradición, mecanismo jurídico que se empezó a aplicar por medio de la ley 27 de 1980, fruto de un tratado de extradición firmado entre Carter y Turbay (a través de su embajador en Washington, Virgilio Barco), el 14 de septiembre de 1979.
En 1986, Andrade se adhirió a la campaña presidencial conservadora de Álvaro Gómez, quien fue derrotado por segunda vez, en esta ocasión por el exembajador Virgilio Barco.

### Postgobierno
En 1995, Andrade estuvo implicado en la supuesta conspiración para derrocar al entonces presidente Ernesto Samper, a raíz del escándalo por su financiación ilegal con dinero del Cartel de Cali, escándalo revelado por Andrés Pastrana, su contrincante en campaña, que deribó en el proceso judidical conocido como Proceso 8000. Al parecer quien iba a dirigir el estado tras el golpe de Estado era Álvaro Gómez Hurtado, quien se negó rotudamente a participar del complot.

## Vida privada

### Familia
Felio era hijo del político conservador y ya viudo, sacerdote católico, Luis Ignacio Andrade Díaz, y de Felisa Manrique Miranda. Sus hermanas era Zita y Gema Andrade Manrique.
Contrajo nupcias con Ruth Blanco Blanco.

### Amistades
Andrade desarrolló una amistad cercana con los políticos conservadores Álvaro y Enrique Gómez Hurtado, quienes eran hijos del expresidente Laureano Gómez, amigo personal del padre de Andrade.

## Obras
- De la paz al asilo (1951)
- Rolando está en camino: liberación de Álvaro Gómez Hurtado (1989)

## Premios y reconocimientos
- Orden de Boyacá, 2009.